# To My Surprise (album)
To My Surprise è il primo e unico album pubblicato dalla band alternative rock Statunitense "To My Surprise" uscito nel 2003

## Recensione
Questo album incontrò soprattutto critiche favorevoli in quanto Shawn Crahan riuscì a differenziare il genere di questo lavoro dal genere dell'altra sua band più famosa Slipknot. La sua "musicalità elastica" è stata notata perfino dal New York Times

## Tracce
1. The World's Too Small – 3:37
2. Get It To Go – 3:12
3. In The Mood – 3:31
4. Blue – 3:59
5. Say Goodbye – 3:33
6. Easy Or Not – 2:54
7. Turn It Back Around – 3:25
8. This Life – 5:34
9. Come With Me – 3:47
10. Sunday – 3:22
11. Who's To Say – 4:23